# 가이우스 옥타비우스 라이나스
가이우스 옥타비우스 라이나스(Gaius Octavius Laenas)는 로마의 원로원 의원으로, 원수정 시기에 활동했었다. 그는 서기 33년 후반기에 루키우스 살비우스 오토의 동료 집정관인 보좌 집정관으로 있었다. 라이나스는 또한 마르쿠스 코케이우스 네르바가 죽은 대략 38년에서부터 38년까지 로마의 수로교 및 식수 공급을 감독하는 쿠라토르 아콰룸이기도 했다.
옥타비우스 라이나스는 로널드 사임이 설명하길 계도학적 이유로 중요하다고 한다. 그는 별다른 것이 알려진 것이 없는 또 다른 옥타비우스 라이나스와 파트리키 계급 출신 L. 세르기우스 플라우투스(L. Sergius Plautus)의 딸로 여겨진 세르기아(Sergia)의 아들이다. 미래의 집정관외에도, 선대의 라이나스와 세르기아는 마르쿠스 코케이우스 네르바와 혼인한 세르기아 플래누틸라(Sergia Plautilla)라는 딸을 두었으며, 이들 사이에 태어난 자녀에는 미래의 황제인 네르바를 포함한다. 후대의 라이나스는 외가쪽 친척이자 18년에 보좌집정관을 지낸 가이우스 루벨리우스 블란두스의 딸인 루벨리아 바사와 혼인했다. 블란두스는 루벨리아가 태어나기 전후로 티베리우스 황제의 증손녀 율리아 리비아와 혼인했었으며, 이를 통해 라이나스를 황제 가문인 율리우스-클라우디우스 왕조에 둔다.
라이나스와 루벨리아 바사는 같이 아들로 추정되는 자녀 최소한 한 명을 두고 있는 것으로 알려져 있으며, 그가 바로 131년에 집정관을 지낸 세르기우스 옥타비우스 라이나스의 조부이다.